# Anne Margrethe Hausken
Anne Margrethe Hausken Nordberg (Karmøy, 23 gennaio 1976) è un'orientista e sci orientista norvegese, vincitrice dei campionati mondiali sprint del 2008 tenutasi a Olomouc, in Repubblica Ceca.

## Biografia
Ha vinto i mondiali sprint del 2008 e quelli a staffetta con la Norvegia nel 2009. È giunta seconda nei mondiali sprint e in quelli a staffetta in Giappone nel 2005. Sempre con la staffetta ha vinto un bronzo ai mondiali del 2007 in Ucraina. Importante anche la sua vittoria nella Coppa del Mondo del 2008 e il suo bronzo nel 2005.

### Vita privata
Hausken è sposata dal 2010 con Anders Nordberg e nel 2011 ha avuto un figlio. Quando gareggia si iscrive sempre come Anne Margrethe Hausken Nordberg.